# Alina Madej
Alina Madej (ur. 5 czerwca 1953, zm. 4 sierpnia 2019) – polska filmoznawczyni, dr hab. nauk humanistycznych, adiunkt Instytutu Nauk o Kulturze i Studiów Interdyscyplinarnych Wydziału Filologicznego Uniwersytetu Śląskiego w Katowicach.

## Życiorys
29 września 2003 habilitowała się na podstawie oceny dorobku naukowego i pracy. Została zatrudniona na stanowisku adiunkta w Instytucie Nauk o Kulturze i Studiów Interdyscyplinarnych na Wydziale Filologicznym Uniwersytetu Śląskiego w Katowicach.
Laureatka Nagrody im. Bolesława Michałka za najlepszą książkę filmową roku 2002 za Kino. Władza. Publiczność. Kinematografia polska w latach 1944-1949 (Wydawnictwo „Prasa Beskidzka” z Bielska-Białej).
Zmarła w sierpniu 2019, pochowana na Cmentarzu Komunalnym na Leszczynach.